# 1460

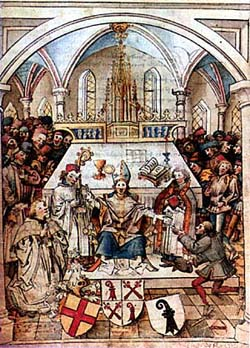
Openingsceremonie van de Universiteit van Bazel

Het jaar 1460 is het 60e jaar in de 15e eeuw volgens de christelijke jaartelling.

## Gebeurtenissen
- 4 april - Officiële opening van de Universiteit van Bazel.
- 26 juni - De Yorkisten die na de verloren Slag bij Ludford Bridge naar Calais waren gevlucht, landen weer in Engeland.
- 4 juli - Slag bij Pfeddersheim: Frederik I van de Palts verslaat de legers van Mainz, Zweibrücken en Leiningen.
- 10 juli - Slag bij Northampton: Overwinning van de Yorkisten onder Richard Neville in de Rozenoorlogen. Koning Hendrik VI wordt gevangen genomen, en komt onder controle van Richard van York.
- 30 december - Slag bij Wakefield: De Lancastrianen onder koningin Margaretha van Anjou verslaan Richard van York, die sneuvelt.
- De Ottomanen veroveren het despotaat Morea.
- Jacobus grijpt met hulp van de Mamelukken de macht in Cyprus. Koningin Charlotte, zijn halfzuster, verschanst zich in de burcht Kyrenia.
- Verdrag van Ripen: De hertogdommen Sleeswijk en Holstein worden samengevoegd, en erkennen Christiaan I van Denemarken als hun heer, hoewel onafhankelijk blijvend van Denemarken.
- Het Zwitsers Eedgenootschap verovert Thurgau.
- De Universiteit van Nantes wordt gesticht.
- Vauderie d'Arras: Heksenjacht in de streek rond Arras (Atrecht).
- Het Parthenon wordt omgebouwd van kerk naar moskee.
- oudst bekende vermelding: Katham, Mytisjtsji.

## Kunst

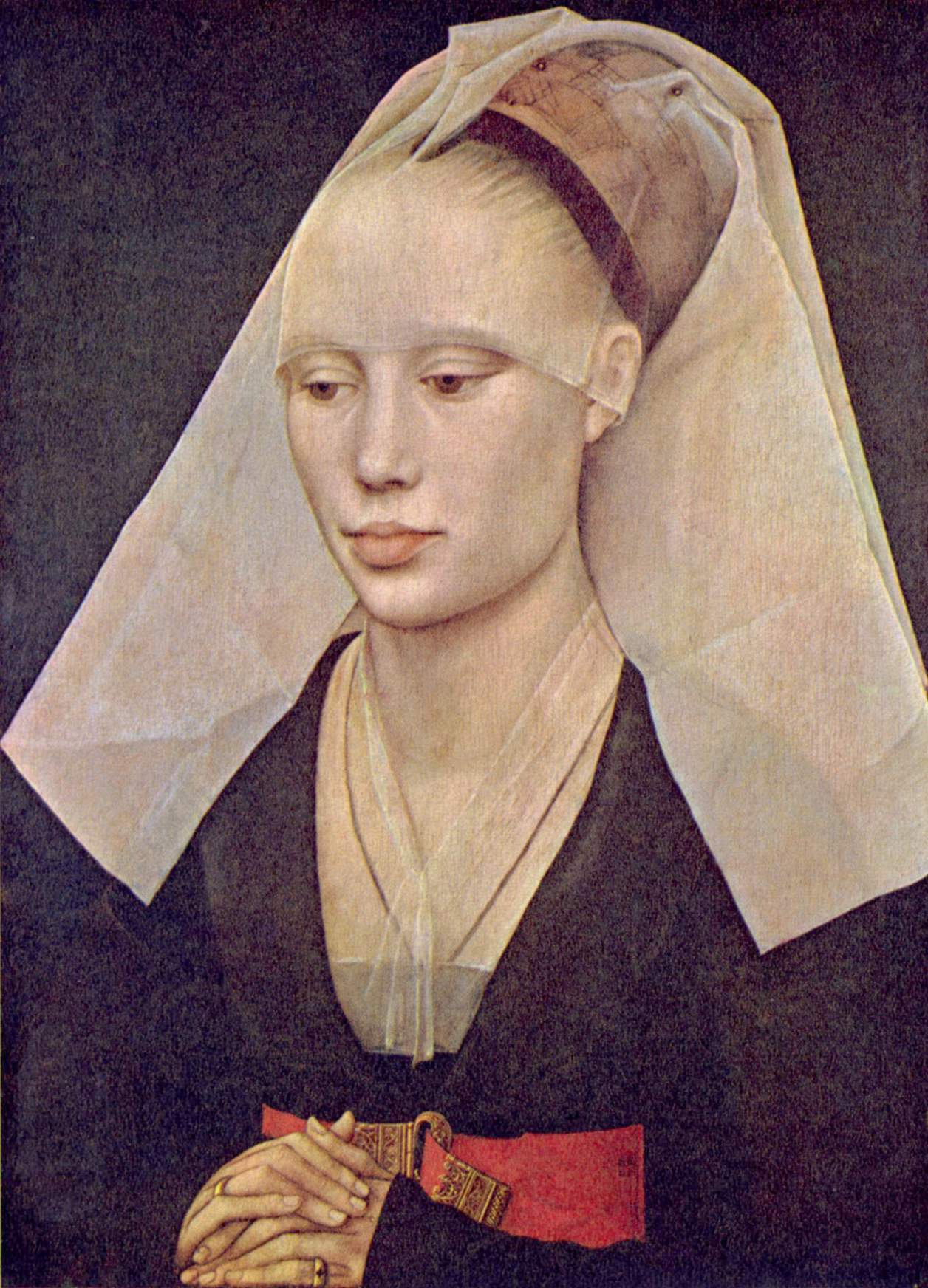
Rogier van der Weyden: Portret van een dame
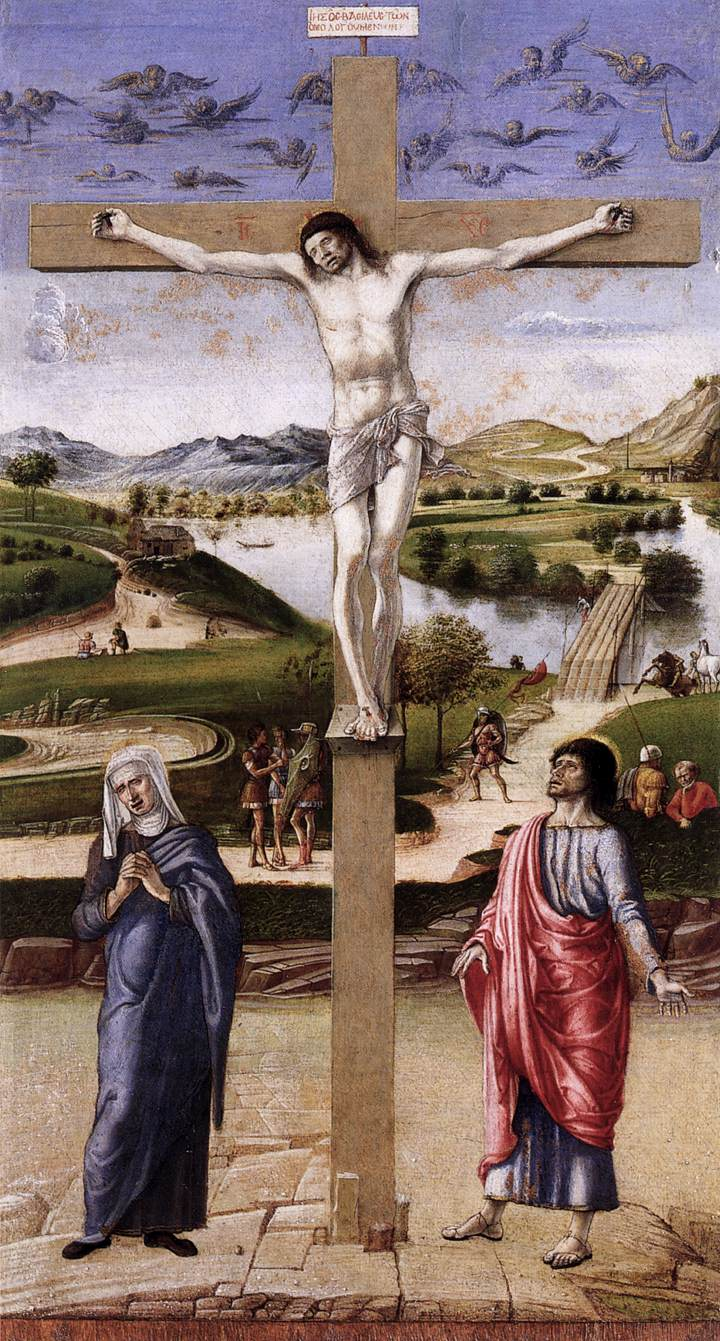
Giovanni Bellini: De kruisiging
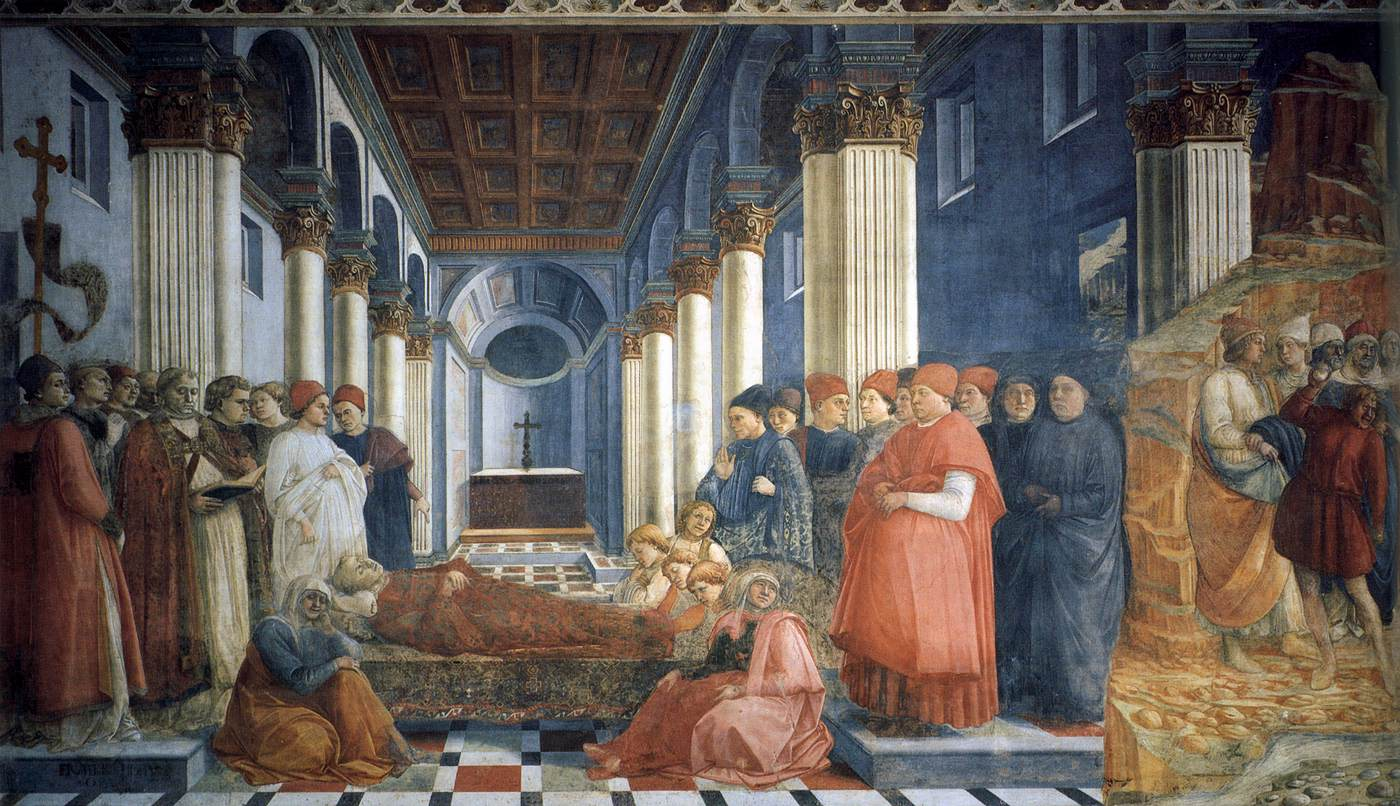
Filippo Lippi: De begrafenis van Stefanus
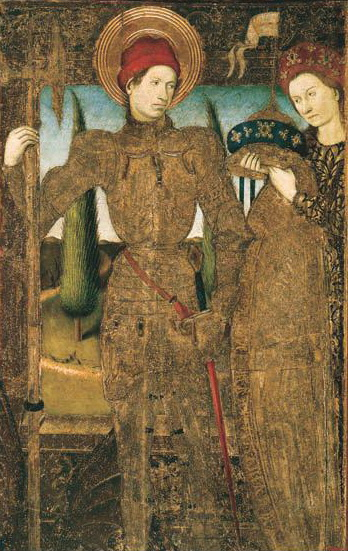
Jaume Huguet?: Sint-Joris en de Prinses

## Opvolging
- Beieren-München - Albrecht III opgevolgd door zijn zoons Johan IV en Sigismund
- Mammelukken (Egypte) - Ashraf Inal opgevolgd door Muayaid Ahmed Ben Inal
- Schotland - Jacobus II opgevolgd door zijn zoon Jacobus III onder regentschap van diens moeder Maria van Egmont-Gelre
- Sleeswijk en Holstein - Christiaan I van Denemarken als opvolger van zijn oom Adolf VIII van Holstein
- Vietnam - Thánh Tông als opvolger van Nhân Tông

## Afbeeldingen

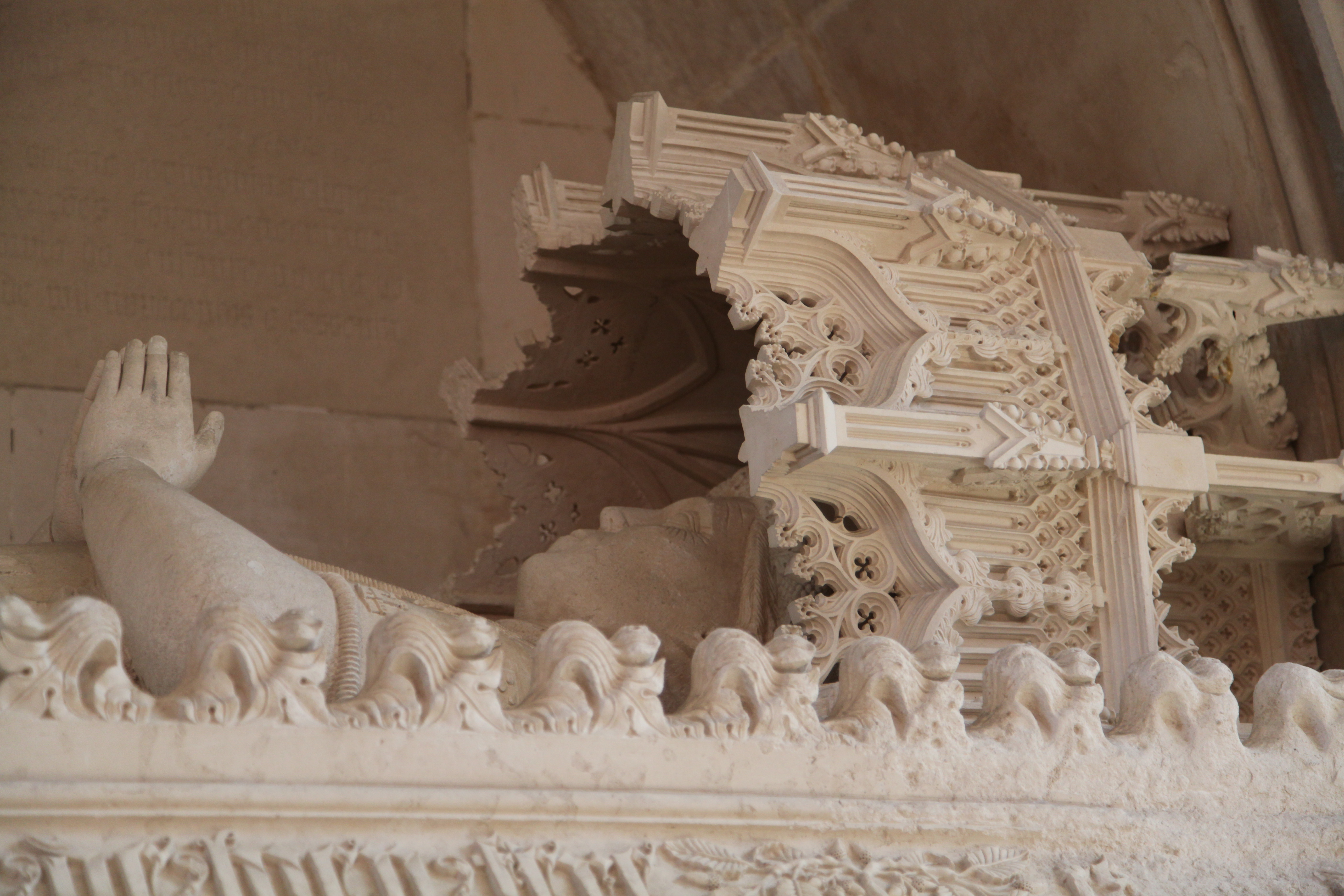
graftombe van Hendrik de Zeevaarder
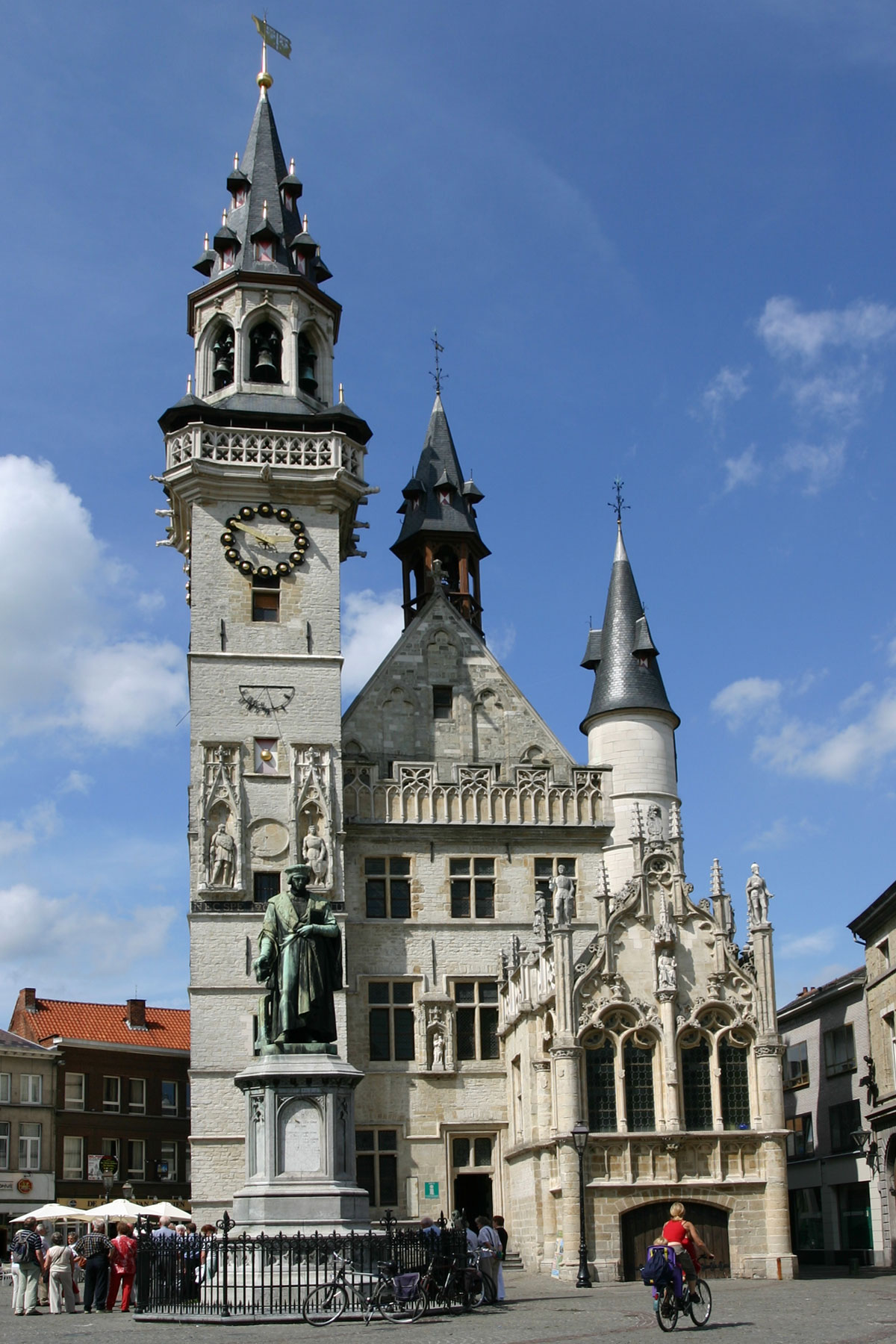
Belfort van Aalst (belfort uit 1460)
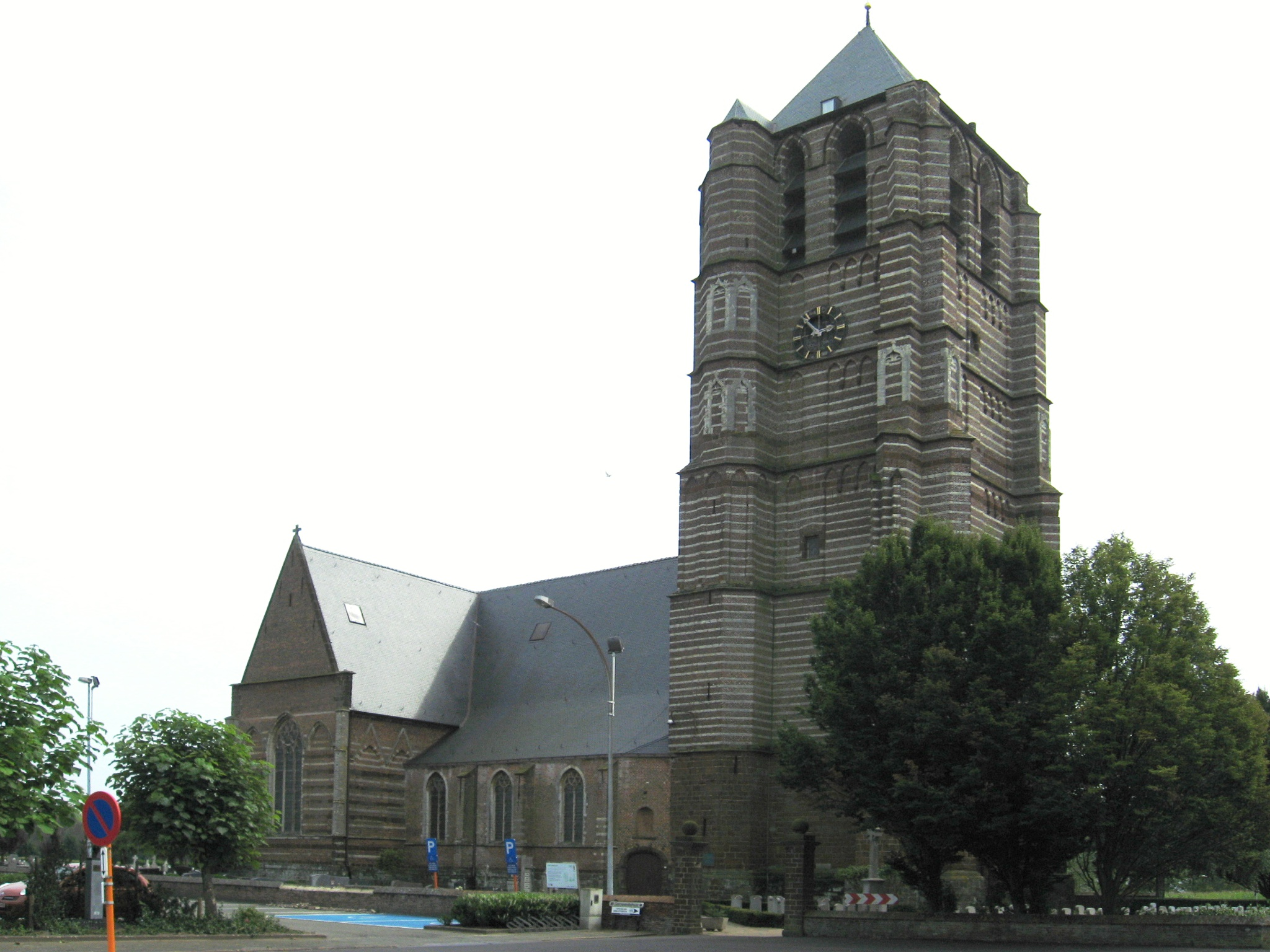
Sint-Gertrudiskerk in Vorst

## Geboren
- 8 april - Juan Ponce de León, Spaans conquistador (vermoedelijke datum)
- 10 april - Frederik van Palts-Simmern, Duits geestelijke
- 8 mei - Frederik I van Brandenburg-Ansbach, Duits edelman
- 20 september - Lodewijk II de la Trémoille, Frans edelman
- Francesco Alidosi, Italiaans kardinaal
- Pierre Anchemant, Bourgondisch staatsman
- Lorenzo Costa, Italiaans schilder
- Jan van Horne, Brabants edelman
- Mikołaj Kamieniecki, Pools edelman
- Marbriano de Orto, Zuid-Nederlands zanger en componist
- Alessandro Araldi, Italiaans schilder (jaartal bij benadering)
- Antoine Brumel, Frans componist (jaartal bij benadering)
- Hendrik IV van Brunswijk-Grubenhagen, Duits edelman (jaartal bij benadering)
- Giovanni Battista Cima, Italiaans schilder (jaartal bij benadering)
- Jan van den Dale, Brabants rederijker en schilder (jaartal bij benadering)
- William Dunbar, Schots dichter (jaartal bij benadering)
- Enno I, graaf van Oost-Friesland (jaartal bij benadering)
- Wilhelmus Heda, Utrechts geschiedschrijver (jaartal bij benadering)
- Hans Holbein de Oude, Duits schilder (jaartal bij benadering)
- Jacob van Hoogstraten, Nederlands-Duits inquisiteur (jaartal bij benadering)
- Arnold van Horne, Brabants edelman (jaartal bij benadering)
- Rombout II Keldermans, Brabants architect (jaartal bij benadering)
- Richard IV van Merode, Brabants edelman (jaartal bij benadering)
- Jan II van Opole, Silezisch edelman (jaartal bij benadering)
- Lodewijk III van Opper-Hessen, Duits edelman (jaartal bij benadering)
- Silvester Pardo, Spaans handelaar (jaartal bij benadering)
- Tilman Riemenschneider, Duits houtsnijder (jaartal bij benadering)
- Pierre de la Rue, Vlaams zanger en componist (jaartal bij benadering)
- John Skelton, Engels dichter (jaartal bij benadering)
- Charles Somerset, Engels staatsman (jaartal bij benadering)
- Francisco de la Torre, Aragonees componist (jaartal bij benadering)
- Domien de Waghemakere, Brabants architect (jaartal bij benadering)

## Overleden
- 10 februari - Gillis Joos (~59), Brabants steenhouwer-architect
- 14 februari - Wladislaus van Glogau (~39), Silezisch edelman
- 29 februari - Albrecht III (58), hertog van Beieren-München
- 29 mei - Bolko V de Hussiet (~59), Silezisch edelman
- 10 juli - John Beaumont (~51), Engels edelman
- 10 juli - Humphrey Stafford (57), Engels edelman en militair
- 10 juli - John Talbot (~43), Engels edelman
- 25 juli - Thomas Scales (60), Engels edelman en militair
- 3 augustus - Jacobus II (29), koning van Schotland (1437-1460)
- 20 september - Gilles Binchois (~60), Henegouws componist
- 22 september - Tomasz Strzępiński (62), Pools bisschop en theoloog
- 13 november - Hendrik de Zeevaarder (66), Portugees prins
- 30 december - Richard van York (59), Engels staatsman
- 31 december - Richard Neville (~60), Engels edelman
- 31 december - Edmund van Rutland (17), Engels edelman
- Elisabeth van Merheim, Brabants edelvrouw
- Johanna van Savoye, Savoyaards edelvrouw
- Heymeric van de Velde, Brabants theoloog
- Colantonio, Italiaans schilder (jaartal bij benadering)
- Lluís Dalmau, Aragonees schilder (jaartal bij benadering)
- Maria Hoen, Limburgs edelvrouw (jaartal bij benadering)